# Эрскин, Майя
Майя Эрскин (англ. Maya Erskine, род. 7 мая 1987, Лос-Анджелес, Калифорния) — американская актриса и писательница. Она известна своими ролями Мэгги в фильме «Мужчина ищет женщину», Микки в «Бетах» и Мизу в «Голубоглазом самурае». С 2019 по 2021 год она снималась в оригинальном комедийном сериале Hulu PEN15 вместе с Анной Конкл; этот дуэт стал соавтором и соисполнителем сериала, сыграв вымышленные версии самих себя 13-летних.

## Ранние годы и образование
Эрскин родилась в Лос-Анджелесе, в семье Муцуко Нигатава и джазового барабанщика Питера Эрскина. Её мать японского происхождения, из Токио, а отец — белый американец из Нью-Джерси. Её мать также играет роль матери её персонажа в «PEN15».
Эрскин училась в Школе искусств и наук Crossroads и окончила Среднюю школу искусств округа Лос-Анджелес. Затем она поступила в Школу искусств Тиш Нью-Йоркского университета. Эрскин сначала изучала музыкальный театр, но перешла в сферу экспериментального театра. Во время учёбы в Нью-Йоркском университете она познакомилась с Анной Конкл, когда они обе учились за границей по театральной программе в Амстердаме.

## Карьера
Эрскин выступала с театральными группами East West Players из Лос-Анджелеса и Geffen Playhouse. В 2019 году она появилась в режиссёрском дебюте Эми Полер «Винная страна» вместе с такими комиками, как Полер, Майя Рудольф, Тина Фей и Рэйчел Дрэтч.

## Личная жизнь
В сентябре 2019 года она подтвердила отношения с актёром Майклом Ангарано. 2 ноября 2020 года пара сообщила, что помолвлена и ждёт ребёнка. Их сын Леон родился в 2021 году.